# 王贊 (唐朝)
王贊（9世纪？—905年），唐朝末年官员。

## 簡介
王贊官至兵部侍郎，後貶为潍州（治所在今山东省潍坊市）司户。天佑二年（905年）六月，朱温在亲信李振鼓動下，于滑州白马驿（今河南省滑县境）將王赞與裴枢、独孤损、崔远、陆扆、王溥、赵崇凝等“衣冠清流”三十余人，投尸于河，史稱白馬之禍。